# Apostolischer Nuntius in Osttimor

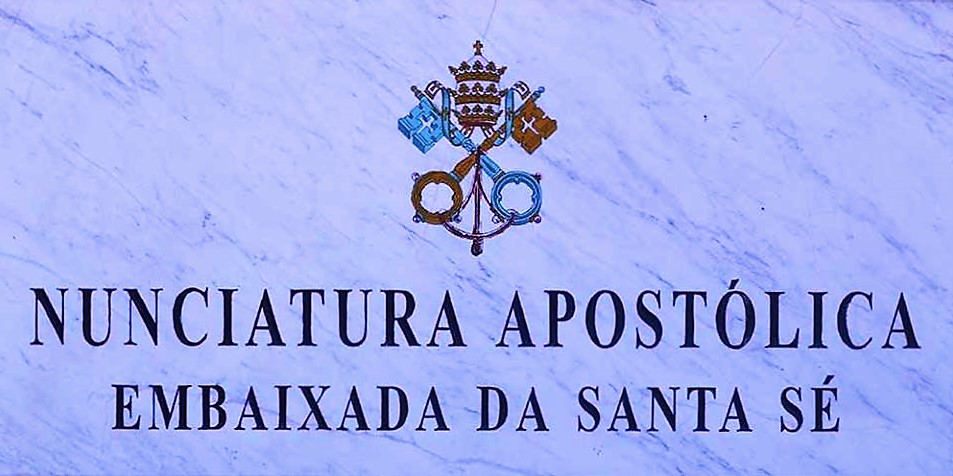
Schild der Apostolischen Nuntiatur in Dili

Der Apostolische Nuntius in Osttimor ist der ständige Vertreter des Heiligen Stuhles (also des Papstes als Völkerrechtssubjekt) bei der Regierung Osttimors.

## Hintergrund

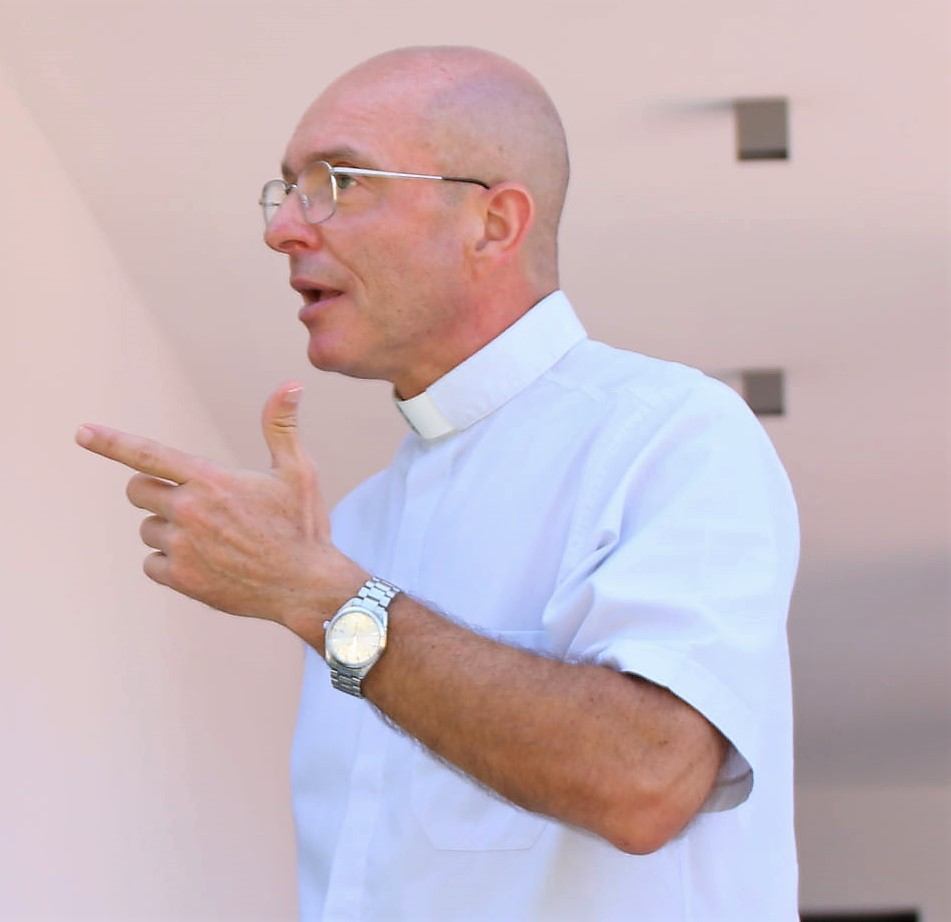
Monsignore Marco Sprizzi, der langjährige Charges d'affaires (2022)

Osttimor ist, neben den Philippinen, das einzige Land Asiens mit einer römisch-katholischen Mehrheit.
Die Apostolische Nuntiatur befindet sich in Metin III, Bebonuk, Dom Aleixo, Dili.
| Name                   | Bild | Amtszeit       | Anmerkungen |
| ---------------------- | ---- | -------------- | --- |
| Renzo Fratini          |      | 2003–2004      | Ernennung: 24. Juni 2003                                                                                            |
| Albert Malcolm Ranjith |      | 2004–2005      | Ernennung: 29. April 2004                                                                                           |
| Leopoldo Girelli       |      | 2006–2013      | Ernennung: 10. Oktober 2006; Rücktritt: 16. Januar 2013                                                             |
| Joseph Salvador Marino |      | 2013–2019      | Ernennung: 16. Januar 2013; Akkreditierung: 3. Juni 2013                                                            |
| Wojciech Załuski       |      | seit 2020/2022 | Ernennung: 29. September 2020 Akkreditierung: 29. April 2022 (online) Charges d'affaires: Marco Sprizzi (2019–2022) |